# Мински метро
Мински метро (блр. Мінскі метрапалітэн) систем је подземног јавног превоза у главном граду Белорусије Минску. Дневно превози преко 800.000 путника, према подацима из 2015. године.

## Историја
У раздобљу од 1950. до 1970. године број становника у граду прешао је милион, тако да су планови за изградњу брзог градског превоза настали крајем 1960-их. Радови на изградњи започели су 16. јуна 1977. године, а први део система пуштен је у промет 30. јуна 1984. године, као девети метро на подручју Совјетског Савеза.
Без обзира на распад Совјетског Савеза, радови су и даље неометано напредовали током 1990-их, за разлику од нпр. градова Јеревана и Самаре, где је градња обустављена због недостатка новца.
Систем се константно развијао, а задње активности завршене су у новембру 2012. године.

## Линије
| № | Име          | Година отварања | Година када је отворена последња станица | Дужина,км | Број станица | Просечна удаљеност између станица,км | Просечна дубина станица,м | Време путовања на линији, мин |
| - | ------------ | --------------- | ---------------------------------------- | --------- | ------------ | ------------------------------------ | ------------------------- | ----------------------------- |
|   | Маскоуска    | 1984            | 2014                                     | 19,1      | 15           | 1,36                                 | 10,0                      | 29                            |
|   | Аутозаводска | 1990            | 2005                                     | 18,1      | 14           | 1,39                                 | 9,2                       | 27                            |
|   | Зеленалужска | 2020            | 2020                                     | 3,5       | 4            | 1,17                                 | 11,8                      | 6                             |

## Основне информације
Метро у Минску има две линије – Линија 1, плаве боје („Маскоўская“) и Линија 2, црвене боје („Аўтазаводская“). Укупна дужина траса износи 37,27 km², а укупан број станица је 29. Као и многи други метрои у бившим совјетским земљама, и овде су станице уметнички украшене. Већина њих је декорисана у социјалистичком стилу, али све је више нових и обновљених станица које су уређене према најмодернијим трендовима. Превозом управља компанија ”Мінскі метрапалітэн“.

## Будућност
Тренутно се ради на проширењу Плаве линије према новим стамбеним четвртима у југозападном делу града. Такође, вероватно ће се проширивати и Црвена линија. Почетак градње треће линије започет је 2011. године, а прво отварање једног његовог дела планирано је за 2017. годину. Градња четврте линије такође је у оквирним плановима, али неће започети пре 2020. године.

## Галерија
- Мапа метроа, 2016. године
- Станица „Платровшчина“